# Acidia
Genre
Acidia est un genre d'insectes diptères de la famille des Tephritidae.

## Liste des espèces
- Acidia cognata (Wiedemann, 1817)
- Acidia japonica Shiraki, 1933